# Ole Nafstad
Ole Sverre Nafstad, norveški veslač, * 20. februar 1946.
Nafstad je v četvercu brez krmarja za Norveško na Poletnih olimpijskih igrah 1976 v Montrealu osvojil srebrno medaljo. V posadki čolna so bili še Arne Bergodd, Rolf Andreassen ter Finn Tveter. Veslal je za veslaški klub Bærum RK.